# Альтбах
Альтбах (нім. Altbach) — громада в Німеччині, знаходиться в землі Баден-Вюртемберг. Підпорядковується адміністративному округу Штутгарт. Входить до складу району Есслінген. Площа — 3,35 км2. Населення становить 6169 ос. (станом на 31 грудня 2020).